# El papir del Cèsar
El papir del Cèsar (títol original en francès: Le Papyrus de César), és l'àlbum número 36 de la sèrie de còmics Astèrix, amb guió de Jean-Yves Ferri i dibuixos de Didier Conrad. Publicat per primera vegada el 22 d'octubre del 2015, en diversos idiomes.

## Argument i trajectòria editorial
El papir del Cèsar, a l'edició original, és l'àlbum numero trenta-sis de les aventures d'Asterix, a la portada porta el segell de l'editorial Salvat però en els crèdits de l'interior i diu que està publicat per Grupo Editorial Bruño, S. L. El dibuix i la portada son de Didier Conrad amb guió de Jean-Yves Ferri. En aquest àlbum hi ha tots els personatges clàssics de las aventures d'Asterix mes alguns de nous.
Publicat per primera vegada en català el 22 d'octubre del 2015.